# Département Borkou
Das Département Borkou ist ein Département im Zentrum des Tschad. Es liegt im östlichen Teil der Provinz Borkou, die Hauptstadt ist Faya-Largeau. Beim Zensus im Jahr 2009 wurden 72.760 Einwohner gezählt.

## Verwaltungsuntergliederung
Das Département ist in zwei Unterpräfekturen unterteilt:
- Faya-Largeau
- Kouba Olanga